# Cardigan (canção)
"Cardigan" (estilizada em letras minúsculas) é uma canção da artista musical estadunidense Taylor Swift, contida em seu oitavo álbum de estúdio, Folklore (2020). Foi composta pela própria intérprete com o produtor Aaron Dessner. A sua gravação ocorreu em 2020 nos estúdios Kitty Committee em Los Angeles e Long Pond em Hudson Valley, Nova Iorque. A Universal Music lançou como o primeiro single de Folklore em 27 de julho de 2020, sendo comercializada em CD single, download digital, streaming e vinil.
Em termos musicais, "Cardigan" é uma balada de ritmo lento, com influências do folk, soft rock e indie rock. A canção apresenta um arranjo minimalista, com destaque para um piano suave, tambores marcantes e violinos melancólicos. Liricamente, Swift canta a partir da perspectiva de uma personagem fictícia chamada Betty, que relembra a separação e o otimismo duradouro de um relacionamento com um garoto chamado James.
A faixa obteve análises positivas de críticos musicais, que elogiaram sua composição poética e som descontraído. Na 63.º edição do Grammy Awards, foi indicada nas categorias de Canção do Ano e Melhor Performance Solo de Pop. O vídeo musical correspondente escrito, dirigido e estilizado por Swift, foi lançado junto com o lançamento do álbum. O vídeo foi descrito como seguindo uma estética onírica, com um estilo "cottagecore", e apresenta Swift em três cenários diferentes: uma "cabana aconchegante" na floresta, uma floresta coberta de musgo e um mar sombrio e tempestuoso, que representam as diferentes fases nos relacionamentos.
Comercialmente, "Cardigan" estreou no topo da parada global do Spotify, com mais de 7,7 milhões de reproduções, o que foi, na época, a maior estreia em um dia para uma canção na plataforma em 2020. Ao estrear no primeiro lugar na Billboard Hot 100, Swift conquistou seu sexto single número um nos Estados Unidos. Além disso, com a estreia de Folklore no topo da Billboard 200 na mesma semana, ela se tornou a primeira artista a estrear simultaneamente no topo da Hot 100 e Billboard 200. "Cardigan" também alcançou o primeiro lugar nas paradas Hot Alternative Songs, Hot Rock & Alternative Songs, Streaming Songs e Digital Song Sales, tornando Swift a primeira artista na história a ter vinte faixas no topo desta última parada. A canção também alcançou o primeiro lugar na Austrália, ficou no top dez no Canadá, Irlanda, Malásia, Nova Zelândia, Singapura e Reino Unido, e no top 20 na Dinamarca, Estônia, Lituânia e Escócia.

## Desenvolvimento e composição
"Cardigan" foi escrita por Taylor Swift e o produtor Aaron Dessner. A canção é uma balada melancólica, de ritmo lento, com influências do folk, soft rock e indie rock, e é impulsionada por um arranjo simples, composto por um suave piano e uma marcante amostra de tambor, criando uma atmosfera sombria. Ela está na tonalidade de Mi bemol maior e tem um ritmo moderadamente rápido de 130 batidas por minuto. A extensão vocal de Swift na canção varia de E♭3 a A♭4. As letras transmitem confiança, mas também possuem um tom levemente amargurado. Swift explicou aos fãs que "Cardigan" fala sobre "um romance perdido e por que o amor jovem geralmente é fixado de maneira tão permanente em nossas memórias". A faixa faz parte de um conjunto de três faixas do álbum que retratam o mesmo triângulo amoroso sob três perspectivas diferentes, em momentos distintos de suas vidas, sendo as outras duas faixas "August" e "Betty".
|                                                    | "Cardigan" Uma amostra do primeiro refrão de "Cardigan", apresentando o piano suave, a bateria e os vocais agridoces de Swift. |
| Problemas para escutar este arquivo? Veja a ajuda. | |

Na canção, Swift canta a partir perspectiva de uma personagem fictícia chamada Betty, que relembra a separação e o otimismo duradouro de um relacionamento com alguém chamado James. Ao promover a versão de edição limitada do single, Swift revelou aos fãs que enviou a gravação original da faixa, em forma de mensagem de voz, para Aaron Dessner em 27 de abril de 2020, após ouvir as faixas instrumentais que ele havia criado. Dessner afirmou que "Cardigan" foi a primeira canção escrita em colaboração e também a primeira composta para o álbum. Ele revelou que Swift escreveu as letras para a faixa instrumental em aproximadamente cinco horas. Roisin O'Connor, do jornal britânico The Independent, comparou a faixa com "Call It What You Want", do sexto álbum de estúdio de Swift, Reputation (2017), enquanto Bobby Olivier, da revista Spin, a comparou com "Wildest Dreams", do quinto álbum de estúdio de Swift, 1989 (2014).

## Crítica profissional
Callie Ahlgrim, da Insider Inc., descreveu as letras de "Cardigan" como uma forma eficaz de evocar o amor jovem e a inocência perdida, descrevendo-as como simples, perspicazes e extremamente comoventes. Jillian Mapes, do Pitchfork, observou que os detalhes sobrepostos e o dispositivo central de enquadramento—de um cardigã esquecido e encontrado sem pensar duas vezes—são características distintamente de Swift. Courteney Larocca, também da Insider Inc., destacou traços de Lana Del Rey na canção. Laura Snapes, do The Guardian, descreveu a canção como "cavernosa e brilhante, como uma poça de água em uma caverna". Jill Gutowitz, do Vulture, caracterizou "Cardigan" como adorável e, ao mesmo tempo, dolorosa.
A escritora da NME, Hannah Mylrea, descreveu a canção como uma "combinação envolvente" de produção brilhante, cordas arrebatadoras, piano sutil e letras que exalam dor de um amor jovem, e elogiou a habilidade de composição de Swift por transmitir "de forma deslumbrante" emoções mistas complexas de mágoa, ciúme e desilusão em uma "linda" melodia folk. Caragh Medlicott, do Wales Arts Review, descreveu a canção como "um renascimento do autovalor descoberto, de maneira um tanto irônica, através do amor de outra pessoa". Philip Cosores, do Uproxx, destacou que "Cardigan" está "profundamente enraizada nos detalhes vívidos e na melodia calorosa que caracteriza grande parte da música de [Swift]". Maura Johnston, da Entertainment Weekly, observou que as letras da canção são "confiantes", porém "levemente ressentidas", e ela sentiu que isso "se concretiza no final do álbum". Na lista das 100 Melhores Canções de 2020 pela Billboard, "Cardigan" foi classificada na 11.ª posição, sendo aclamada como "um primeiro single diferente de tudo que Swift já havia lançado anteriormente". Valorizando sua narrativa "excepcional", The Plain Dealer classificou a canção em sexto lugar em sua lista das melhores canções de 2020. Já a Complex incluiu a canção na 21.ª posição em sua lista das melhores canções de 2020, destacando a evolução na composição de Swift.

## Vídeo musical

### Antecedentes e produção
Um videoclipe oficial de "Cardigan"—escrito, dirigido e estilizado por Swift—foi lançado junto com o álbum em 24 de julho de 2020. O videoclipe foi inspirado nos filmes de época e fantasia que Swift assistiu durante o isolamento da COVID-19. Durante esse período, ela entrou em contato com o cinegrafista Rodrigo Prieto para trabalhar no vídeo, já que ele havia trabalhado anteriormente no videoclipe de "The Man". Como diretora, Swift colaborou com o assistente de direção Joe Osborne e o cenógrafo Ethan Tobman. Foi Swift quem desenvolveu o conceito do vídeo, que Prieto descreveu como "mais ambíguo", "mais pessoal" e "mais fantasioso" do que "The Man". Antes das filmagens, Swift elaborou uma lista detalhada das cenas do vídeo, especificando as sequências de tempo exatas na canção, e enviou referências visuais para Prieto e Tobman para comunicar sua visão do vídeo.
Ela tinha toda a trama, toda a ideia de entrar no piano e sair na floresta, na água, voltar para o piano.
— Rodrigo Prieto sobre Swift, Rolling Stone
A pandemia de COVID-19 apresentou inúmeros desafios para as filmagens, e medidas extensivas de segurança foram implementadas. Todos os membros da equipe foram submetidos a testes de COVID-19, usaram máscaras o tempo todo e seguiram o distanciamento social conforme possível. Um inspetor médico no local supervisionou as diretrizes de saúde e segurança relacionadas à COVID-19. Como Swift precisava permanecer sem máscara por longos períodos durante as filmagens, os membros da equipe usavam pulseiras coloridas para indicar aqueles autorizados a ter contato próximo com ela. Além disso, o vídeo foi inteiramente filmado com uma câmera montada em um braço robótico controlado remotamente, uma técnica geralmente reservada para tomadas de guindaste e plano de estabelecimento.
Além de dirigir e atuar, Swift também foi responsável pela sua própria maquiagem, cabelo e estilo no vídeo. Para evitar vazamentos da canção, Swift usou um ponto no ouvido e fez playback durante as filmagens. O vídeo foi gravado em um dia e meio, em um ambiente interno. Swift e o editor do vídeo, Chancler Haynes, trabalharam simultaneamente de dois locais separados no set para editar o vídeo dentro do prazo.

### Sinopse

Uma cena no videoclipe, onde Swift toca um piano coberto de musgo, do qual emerge uma cachoeira. O vídeo incorpora de forma proeminente os visuais do cottagecore.

O videoclipe "simples" e "onírico" começa com Swift sentada dentro de uma cabana na floresta, usando uma camisola e tocando um piano vertical vintage. Nessa cena, também são exibidas uma fotografia do avô de Swift, Dean, que lutou na Batalha de Guadalcanal, e uma pintura que ela criou durante a primeira semana de isolamento da COVID-19. Quando o teclado do piano começa a emitir brilhos dourados, ela entra nele e é magicamente transportada para uma floresta coberta de musgo, onde toca a canção em um piano de cauda que produz uma cachoeira.
O banco do piano começa a brilhar, Swift entra nele novamente e é levada para um mar escuro, tempestuoso e turbulento, onde se agarra em um piano flutuante. O teclado do piano brilha e ela entra nele novamente, retornando à cabana, onde veste um cardigã. De acordo com um vídeo postado em sua conta Vevo, a cena da floresta "representa o início sempre verde de um relacionamento, onde tudo parece mágico e cheio de beleza", enquanto a cena do mar "representa o isolamento e o medo envolvidos quando um relacionamento está desmoronando". O vídeo também afirma que a cena final "significa voltar a um senso de identidade após vivenciar a perda do amor", uma jornada de autodescoberta; a camisola encharcada de Swift representa como o relacionamento transforma a pessoa. O videoclipe é caracterizado por uma estética de pradaria e cottagecore.

## Apresentações ao vivo ecovers

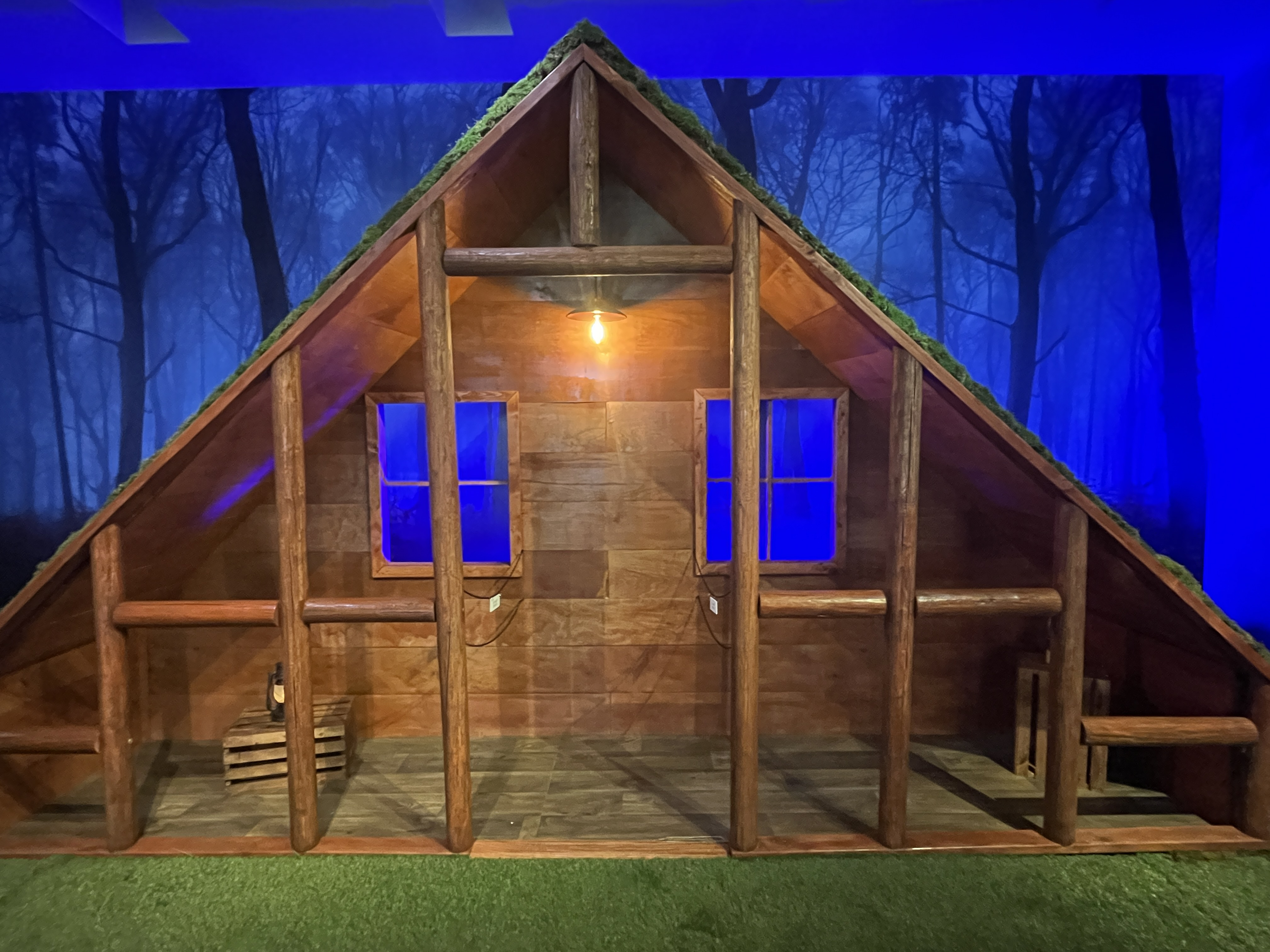
Cenário onde Swift apresentou "Cardigan" no 63.º Grammy Awards. Ela cantou a canção enquanto estava sentada no telhado direito.

Swift apresentou "Cardigan" em seu documentário de concerto de 2020, Folklore: The Long Pond Studio Sessions, junto com todas as outras faixas de Folklore. Ela apresentou uma versão encurtada de "Cardigan" no 63.º Grammy Awards, como parte de um medley com "August" e "Willow" (2020), em um ambiente cottagecore que apresentava uma cabana coberta de musgo em meio a uma floresta, acompanhada pelos colaboradores Dessner e Jack Antonoff. Cat Zhang, do Pitchfork, nomeou a apresentação como um dos melhores momentos do show. Ela elogiou os vocais de Swift e o tema de floresta encantada no cenário, e descreveu o visual de Swift para a apresentação como uma "princesa das fadas benevolente em um reino de anões". O Washington Post listou a apresentação de Swift como a sexta melhor do show, destacando os efeitos especiais inspirados em Folklore, como a "estética misteriosa e arborizada" e as "árvores com aparência assombrada e luzes douradas cintilantes". O crítico da Billboard, Heran Mamo, descreveu-a como uma "fantasia que mistura O Senhor dos Anéis com Crepúsculo" e a classificou como a quarta melhor apresentação da noite. Rob Sheffield, da Rolling Stone, classificou a apresentação de Swift como a principal razão pela qual "amamos o Grammy de 2021", e a listou como uma das cinco melhores apresentações da história do Grammy. A canção foi incluída no repertório da turnê The Eras Tour (2023).
Em outubro de 2020, o cantor britânico Yungblud fez um cover de "Cardigan" como parte de seu segmento no Live Lounge, um evento anual da BBC Radio 1. Ele mesclou a canção com "I'm with You" (2002) de Avril Lavigne, tocando violão e sendo acompanhado por um violoncelista e dois violinistas. O resultado foi uma apresentação alegre, com destaque para as cordas. Swift respondeu de forma positiva ao medley. Em julho de 2021, a banda australiana de rock alternativo Something for Kate também fez um cover de "Cardigan" para um segmento chamado Like a Version na estação de rádio nacional australiana Triple J. A banda manteve o arranjo original da canção.

## Prêmios e indicações
"Cardigan" ganhou o prêmio de Vídeo Musical Favorito no American Music Awards de 2020, e foi indicada para Canção do Ano e Melhor Performance Solo de Pop no 63.º Grammy Awards, tornando-se a quinta canção de Swift a ser indicada para Canção do Ano e a quarta na categoria Melhor Performance Solo de Pop.
| Prêmio                                          | Ano  | Categoria                                         | Resultado | Ref.   |
| ----------------------------------------------- | ---- | ------------------------------------------------- | --------- | ------ |
| ADG Excellence in Production Design Award       | 2021 | Formato Curto: Web Série, Videoclipe ou Comercial | Indicada  | [ 46 ] |
| AICP Awards                                     | 2021 | Editorial: Videoclipes                            | Indicada  | [ 47 ] |
| American Music Awards                           | 2020 | Vídeo Musical Favorito                            | Venceu    | [ 44 ] |
| BMI Pop Awards                                  | 2022 | Melhor Canção Interpretada do Ano                 | Venceu    | [ 48 ] |
| Grammy Awards                                   | 2021 | Canção do Ano                                     | Indicada  | [ 45 ] |
| Grammy Awards                                   | 2021 | Melhor Performance Solo de Pop                    | Indicada  | [ 45 ] |
| iHeartRadio Music Awards                        | 2021 | Melhor Letra                                      | Indicada  | [ 49 ] |
| MTV Video Music Awards                          | 2020 | Canção do Verão                                   | Indicada  | [ 50 ] |
| MVPA Awards                                     | 2020 | Melhores Efeitos Visuais em um Vídeo              | Indicada  | [ 51 ] |
| Myx Music Awards                                | 2021 | Vídeo Internacional do Ano                        | Indicada  | [ 52 ] |
| Nashville Songwriters Association International | 2021 | Dez Canções que Gostaria de Ter Escrito           | Venceu    | [ 53 ] |
| Nickelodeon Kids' Choice Awards                 | 2021 | Canção Favorita                                   | Indicada  | [ 54 ] |
| RTHK International Pop Poll Awards              | 2021 | Top 10 Canções Internacionais de Ouro             | Venceu    | [ 55 ] |
| RTHK International Pop Poll Awards              | 2021 | Super Canção de Ouro                              | Venceu    | [ 55 ] |
| UK Music Video Awards                           | 2020 | Melhores Efeitos Visuais em um Vídeo              | Indicada  | [ 56 ] |

## Faixas e formatos
| Download digital / streaming |            |         |  |
| N.º                          | Título     | Duração |  |
| 1.                           | "Cardigan" | 4:00    |  |

| CD single / vinil de 7" e 12" polegadas |                                     |         |  |
| N.º                                     | Título                              | Duração |  |
| 1.                                      | "Cardigan"                          | 4:00    |  |
| 2.                                      | "Cardigan" (Songwriting Voice Memo) | 4:33    |  |

| CD single / download digital / streaming / vinil de 7" e 12" polegadas |                                           |         |  |
| N.º                                                                    | Título                                    | Duração |  |
| 1.                                                                     | "Cardigan" (cabin in candlelight version) | 3:48    |  |
| 2.                                                                     | "Cardigan"                                | 4:00    |  |

## Créditos
Todo o processo de elaboração de "Cardigan" atribui os seguintes créditos:
Gravação
- Gravada nos estúdios Kitty Committee (Los Angeles, EUA) e Long Pond (Hudson Valley, EUA)
- Mixada no Long Pond (Hudson Valley, EUA)
- Masterizada no Sterling Sound (Nova Iorque, EUA)

Produção
| - Taylor Swift – vocalista principal, composição - Aaron Dessner – produção, composição, engenharia de gravação, programação de bateria, baixo, guitarras elétricas, Mellotron, piano, percussão, sintetizadores - Jonathan Low – engenharia de gravação, mixagem - Laura Sisk – engenharia vocal - Bella Blasko – engenharia - Randy Merrill – masterização - Bryce Dessner – orquestração - Benjamin Lanz – sintetizador modular - Dave Nelson – trombone - James McAlister – programação de bateria - Yuki Numata Resnick – violino, viola - Kyle Resnick – engenharia - Clarice Jensen – violoncelo |

## Desempenho comercial

### Paradas semanais
| País — Parada musical (2020)                            | Melhor posição |
| ------------------------------------------------------- | -------------- |
| Alemanha (Offizielle Deutsche Charts)                   | 67             |
| Austrália (ARIA)                                        | 1              |
| Áustria (Ö3 Austria Top 75)                             | 46             |
| Bélgica (Ultratip Bubbling Under da Valônia)            | 21             |
| Bélgica (Ultratip Bubbling Under de Flandres)           | 2              |
| Canadá (Canadian Hot 100)                               | 3              |
| Canadá (Billboard AC)                                   | 25             |
| Canadá (Billboard CHR/Top 40)                           | 22             |
| Canadá (Billboard Hot AC)                               | 12             |
| Croácia (HRT)                                           | 27             |
| Dinamarca (Hitlisten)                                   | 19             |
| Escócia (Scottish Singles Chart)                        | 16             |
| Eslováquia (Singles Digitál Top 100)                    | 45             |
| Espanha (PROMUSICAE)                                    | 66             |
| Estados Unidos (Billboard Hot 100)                      | 1              |
| Estados Unidos (Billboard Adult Contemporary)           | 12             |
| Estados Unidos (Billboard Adult Top 40)                 | 8              |
| Estados Unidos (Billboard Hot Rock & Alternative Songs) | 1              |
| Estados Unidos (Billboard Mainstream Top 40)            | 17             |
| Estados Unidos (Rolling Stone Top 100)                  | 1              |
| Estônia (Eesti Tipp-40)                                 | 15             |
| Europa (Billboard Euro Digital Song Sales)              | 15             |
| França (SNEP)                                           | 138            |
| Grécia (IFPI)                                           | 26             |
| Hungria (Stream Top 40)                                 | 29             |
| Irlanda (IRMA)                                          | 4              |
| Islândia (Plötutíðindi)                                 | 26             |
| Japão (Japan Hot 100)                                   | 94             |
| Lituânia (AGATA)                                        | 17             |
| Malásia (RIM)                                           | 2              |
| Mundo (Billboard Global 200)                            | 77             |
| Noruega (VG-lista)                                      | 27             |
| Nova Zelândia (Recorded Music NZ)                       | 2              |
| Países Baixos (Single Top 100)                          | 57             |
| Portugal (AFP)                                          | 21             |
| Reino Unido (UK Singles Chart)                          | 6              |
| República Checa (Singles Digitál Top 100)               | 29             |
| Singapura (RIAS)                                        | 2              |
| Suécia (Sverigetopplistan)                              | 31             |
| Suíça (Schweizer Hitparade)                             | 51             |

### Paradas de fim-de-ano
| País — Parada musical (2020)                            | Posição |
| ------------------------------------------------------- | ------- |
| Estados Unidos (Billboard Adult Contemporary)           | 31      |
| Estados Unidos (Billboard Adult Top 40)                 | 24      |
| Estados Unidos (Billboard Hot Rock & Alternative Songs) | 6       |
| País — Parada musical (2021)                            | Posição |
| Estados Unidos (Billboard Hot Rock & Alternative Songs) | 53      |

## Certificações
| Região | Certificação | Vendas     |
| --- | ------------ | ---------- |
| Canadá (Music Canada)                                                                                                | 2× Platina   | 160 000‡   |
| Dinamarca (IFPI Danmark)                                                                                             | Ouro         | 45 000‡    |
| Estados Unidos (RIAA)                                                                                                | Platina      | 1 000 000‡ |
| Noruega (IFPI Norge)                                                                                                 | Ouro         | 30 000‡    |
| Polônia (ZPAV) | Ouro         | 25 000‡    |
| Portugal (AFP) | Ouro         | 5 000‡     |
| Reino Unido (BPI) | Platina      | 600 000‡   |
| Streaming |              |            |
| Grécia (IFPI Grécia)                                                                                                 | Ouro         | 1 000 000† |
| ‡vendas+valores de streaming baseados somente na certificação †números de streaming baseados somente na certificação |              |            |

## Histórico de lançamento
| Região         | Data                | Formato(s)                                                       | Versão               | Gravadora | Ref.    |
| -------------- | ------------------- | ---------------------------------------------------------------- | -------------------- | --------- | ------- |
| Várias         | 27 de julho de 2020 | CD single download digital vinil de 7" e 12" polegadas           | Original             | Republic  | [ 58 ]  |
| Itália         | 27 de julho de 2020 | Radio airplay                                                    | Original             | Universal | [ 112 ] |
| Estados Unidos | 27 de julho de 2020 | Rádios hot adult contemporary                                    | Original             | Republic  | [ 113 ] |
| Estados Unidos | 28 de julho de 2020 | Rádios pop                                                       | Original             | Republic  | [ 114 ] |
| Várias         | 30 de julho de 2020 | CD single download digital streaming vinil de 7" e 12" polegadas | Cabin in Candlelight | Republic  | [ 59 ]  |